# Memoriile postume ale lui Brás Cubas
Memoriile postume ale lui Brás Cubas este un roman scris de Machado de Assis, dezvoltat în principiu ca roman-foileton din martie până în decembrie 1880, în Revista Braziliană (Revista Brasileira), fiind publicat în anul următor în format de carte de Tipografia Nacional (Tipografia Națională).
Memoriile postume ale lui Brás Cubas se desprind de povestirea liniară și obiectivă a unor autori proeminenți ai timpului, cum ar fi Flaubert și Zola, pentru a lăsa loc unei descrieri pesimiste, ironice și indiferente a regiunii Rio de Janeiro și a vieții din acea epocă, în general, lucrarea fiind considerată ca începătoarea realismului în literatura braziliană.
Memoriile postume ale lui Brás Cubas ilustrează sclavia, clasele sociale și pozitivismul timpului, creând chiar o nouă filozofie - dezvoltată ulterior în Quincas Borba (1891) - umanismul, satira legii celui mai puternic. Criticii sunt de acord că, prin acest roman, Machado de Assis a precedat elemente ale modernismului și realismul magic al unor scriitori precum Jorge Luis Borges și Julio Cortázar, și într-adevăr, unii autori o numesc "prima narațiune fantastică a Braziliei". Cartea a influențat scriitori precum John Barth, Donald Barthelme și Ciro dos Anjos și este considerată una dintre cele mai revoluționare și inovatoare lucrări din literatura braziliană. Chiar și după mai bine de un secol de la publicarea sa originală, ea primește numeroase studii și interpretări, adaptări diverse pentru media și traduceri în alte limbi.

## Rezumat
Amintirile postume ale lui Brás Cubas este o narațiune confuză și neliniară. Personajul principal, după cum sugerează și titlul, rezolvă după propria moarte să spună povestea vieții sale printr-o selecție a celor mai relevante episoade, de la naștere până la moarte. Această narațiune nu urmează însă nici o secvență cronologică. Ea începe cu delirul și moartea protagonistului, apoi povestește nașterea acestuia, alternând episoade din diferite faze ale vieții sale fără nici un criteriu logic, întotdeauna cu o doză mare de umor și viziune pesimistă.
Cauza morții sale s-a datorat, oficial, unei pneumonii pe care nu a îngrijit-o cum se cuvine. Cu toate acestea,  protagonistul este convins că moartea lui se datorează, de fapt, unei idei grandioase și utile, o idee care a devenit fixație.
Într-o dimineață, plimbându-se prin ferma în care locuia, i-a trecut prin minte să inventeze un medicament sublim, un anti-hipocondriac, destinat să amelioreze umanitatea melancolică. Pentru a justifica crearea unui astfel de medicament în fața autorităților, Brás a subliniat că leacul ar fi ceva cu adevărat creștin și avantajele financiare pe care le-ar aduce un astfel de produs nu ar putea fi desconsiderate. Cu toate acestea, în cealaltă parte a lumii, el mărturisește că adevăratul motiv a fost să-și vadă numele pe cutiile de medicamente și în toate sursele de publicitate, deoarece ambalajul urma să-i poarte numele.
Brás Cubas s-a născut la 20 octombrie 1805 într-o familie bogată, care i-a permis să nu aibă nevoie să "cumpere pâine cu sudoarea feței sale". În copilărie era un băiat diabolic. Protejat de dragostea tatălui, el maltrata sclavi, nu respecta oaspeții și adulții în general.
Copilaria lui Brás Cubas, asemănătoare oricărui alt membru al societății patriarhale braziliene de atunci, este marcată de privilegiile și capriciile sponsorizate de părinți. Băiatul avea ca jucărie pe micuțul negru Prudencio, "animalul de companie", folosindu-l pe post de cal și pentru a-l maltratra. La școală, Bras a fost un prieten al lui Quincas Borbas, care va apărea mai târziu ca defensor al umanismului, un amestec de teorie darwiniană cu “Borbism”: "Câștigătorilor, cartofii", adică numai cei mai puternici și capabili să supraviețuiască. 
Tinerețea protagonistului este marcată de cheltuielile cu o curtezană sau o prostituată de lux, numită Marcela, căreia Brás îi dedică celebra frază: "Marcela m-a iubit timp de cincisprezece luni și unsprezece mii de reis"",. Acesta este unul dintre semnalele stilului Machadian, modul în care autorul lucrează cu figurile limbajului. Marcela este o prostituată de lux, dar în roman, în nici un moment, ea nu este caracterizată folosindu-se acești termeni. Machado folosește ironia și eufemismul, lăsând ca cititorul să înțeleagă singur sensul. Brás Cubas nu spune, de exemplu, că Marcela era interesată doar de darurile scumpe pe care i le oferea. Dimpotrivă, afirma categoric că îl iubea, dar devine clar că în această relație dragostea și interesul financiar sunt strâns legate.
Îndrăgostit de Marcela, Brás Cubas risipește resursele financiare ale familiei cu petreceri, cadouri și tot felul de frivolități. Tatăl său, pentru a pune capăt situației, ia cea mai comună decizie pentru clasele bogate ale timpului: își trimite fiul în Europa pentru a studia dreptul și a obține o diplomă de licență în Coimbra. Brás Cubas, părăsește contrariat orașul. Marcela nu își respectă promisiunea de a-și lua rămas bun de la el, astfel călătoria lui începe tristă și deznădăjduită. În Coimbra, viața nu îl schimbă prea mult. El mărturisește că era un student mediocru, dar asta nu l-a împiedicat să obțină o diplomă. În zilele petrecute la universitate, prefera să facă orice altceva decât să studieze. Diploma care i-a fost atribuită era însă departe de a reprezenta cunoștințele pe care le-a dobândit.
Cu o diplomă în mâinile sale și o incapacitate totală de a lucra, Brás Cubas se întoarce în [Brazilia]] și își continuă existența parazitară, bucurându-se de privilegiile oferite de clasa socială din care făcea parte.
La maturitate, Brás Cubas își întâlnește cea de-a doua și cea mai îndelungată iubire. Sfătuit de tatăl său, care vedea un viitor politic în uniunea dintre cei doi, ajunge să o cunoască și să se îndrăgostească de Virgilia, o rudă a unui ministru al curții. Virgilia se căsătorește însă cu Lobo Neves, cel care îi răpește protagonistului nu numai mireasa, dar și candidatura pentru deputat pe care tatăl i-o pregătise.
Familia Cubas, deși bogată, nu avea nici o rădăcină nobilă, averea fiind construită prin fabricarea chiuvete și căzi de baie pentru burghezia timpului. Acest lucru nu deschidea multe porți în lumea marii societăți. De aceea, intrarea în politică era văzută ca o modalitate de ascensiune socială, un fel de titlu de nobilitate care totuși le lipsea.
După ceva timp, Brás Cubas se reîntâlnește cu Virgilia, deja căsătorită cu Lobo Neves. După întâlnire, între cei doi se naște o pasiune de nestăpânit, ei devenind iubiți. Virgilia este o femeie ambițioasă și nu dorește să renunțe la prestigiul social pe care i-l oferă soțul ei. Astfel, de ani de zile, ei trăiesc o iubire adulteră care se termină numai în momentul în care Lobo Neves este numit guvernator al unei provincii undeva în nordul țării, Virgilia fiind nevoită să părăsească Rio de Janeiro.
Brás Cubas îmbătrânește singur și fără să fi făcut nimic relevant în viață. Cu ajutorul surorii lui, el face o ultimă încercare de a se căsători și de a avea copii. El se logodește cu Eulalia, fată săracă și nepoată a cumnatului său - Cotrim. Fata, însă, se îmbolnăvește și moare înainte de nuntă.
Astfel, Brás Cubas ajunge la sfârșitul vieții sale fără să-și fi întemeiat o familie, fără copii care să-i urmeze numele și fără să producă nimic însemnat care să-i facă pe oameni să-l amintească după moarte. În ultimul capitol, el își ironizează eșecurile, declarând că viața este o mizerie și că nu merită să o perpetueze prin copii.

## Personaje
Romanul are următoarele personaje:
- Brás Cubas , Protagonistul romanului. Își povestește amintirile, scrise după moarte și este responsabil pentru caracterizarea tuturor celorlalte personaje.
- Sabina, sora lui Brás Cubas, căsătorită cu Cotrim.
- Cotrim, cumnatul lui Brás Cubas.
- Marcela, curtezană și prima iubire din adolescența lui Brás Cubas.
- Eugênia, fiica doamnei Eusébia, de care protagonistul este interesat, dar cu care nu este pregătit să dezvolte o relație, pentru că fata avea o deficiență la unul dintre picioare ce o făcea să șchiopăie.
- Virgilia, fiica Consilierului Dutra, marea iubire a lui Brás Cubas și amanta acestuia.
- Nhã-Loló (Eulália Damascena de Brito), ultima posibilitate de căsătorie a lui Brás Cubas; o fată simplă, care moare de febră galbenă la varsta de 19 ani înainte de a avea șansa de a se căsători.
- Quincas Borba (Joaquim Borba dos Santos), filozof, teoretician al Umanismului, prietenul din copilărie al lui Brás Cubas. (Are parte de o descriere mult mai amănunțită în următorul roman al lui Machado de Assis - Quincas Borba.
- Eusébia, prietena săracă a familiei Cubas.
- Consilierul Dutra, om de succes în lumea politică, tatăl Virgiliei.
- Lobo Neves, om politic și soțul Virgiliei.
- Luis Dutra, vărul Virgiliei.
- Dona Plácida, bătrâna și săraca slujnică a Virgilei, ce protejează idila celor doi amanți.

## Curent literar
Memoriile postume ale lui Brás Cubas este un roman realist deoarece critică cu ironie și pesimism condițiile epocii , însă nu este scutit de fragmentele romantice prezente în romantismele, în pasiunile și în iubirile lui Brás Cubas, deși visul relațiilor și al căsătoriilor perfecte, precum și tensiunea dintre bine x rău, erou x laș - situații atît de convenționale în ficțiunea romantică - nu există, iar personajele acționează cu un interes pur în obținerea "statutului social", în ascensiune socială prin căsătorie, ca atunci când tatăl lui Brás vrea ca acesta să se căsătorească cu Virgilia, fiica consilierului Dutra, un politician proeminent. Și totuși, Machado nu este de acord cu schematismul determinist al realiștilor și nici nu caută cauze foarte explicite sau clare pentru explicarea personajelor și a situațiilor.. Faptul că naratorul încearcă să își povestească amintirile și să recreeze trecutul face ca romanul să se potrivească și cu anumite elemente ale romanului impresionist.

## Traduceri
De la prima publicare, romanul a fost tradus în mai multe limbi:
| Anul                          | Limba       | Titlu | Traducător                                           | Editura |
| ----------------------------- | ----------- | --- | ---------------------------------------------------- | --- |
| 1911 1948 2000                | franceză    | Mémoires posthumes de Braz Cubas Mémoires d'outre-tombe de Braz Cubas Mémoires posthumes de Brás Cubas             | Adrien Delpec Chadebec de Lavalade                   | Paris: Garnier Paris: Ed. Émile-Paul frères Paris: Métailié                                                                   |
| 1919 1953                     | italiană    | Memorie Postume di Brás Cubas Memorie dall'Aldilá                                                                  | Giuseppe Alpi Laura Marchiori                        | Milano: Rizzoli |
| 1940 2003                     | spaniolă    | Memorias Póstumas de Brás Cubas                                                                                    | Francisco José Bolla José Ángel Cilleruelo           | Buenos Aires: Club del Libro Madrid: Alianza Editorial                                                                        |
| s/d 1953 1997 2002            | engleză     | Epitaph of a Small Winner The Posthumous Memoirs of Bras Cubas                                                     | William L. Grossman Trafalgar Square Gregory Rabassa | New York: Noonday Londra: W.H. Allen Londra: Trafalgar Square Oxford: Oxford University Press                                 |
| 1956                          | daneză      | En Vranten Herres Betragtninger                                                                                    | Erick Bach-Pedersen                                  | Copenhaga: Danske Bogsamleres Klub                                                                                            |
| 1957                          | sârbocroată | Posmrtni Zapisi Brasa Cubasa                                                                                       | Josip Tabak                                          | Sarajevo: Narodna Prosvjeta                                                                                                   |
| 1957 1985 1987 2007 2008 2010 | portugheză  | Memórias Póstumas de Brás Cubas                                                                                    | s/t                                                  | Lisabona: Bertrand Porto: Lello & Irmão Lisabona: Dinalivro Lisabona: Cotovia Lisabona: Relógio d'Água Alfragide: Dom Quixote |
| 1967 1979 2003                | germană     | Postume Erinnerungen des Brás Cubas Postume Erinnerungen des Bras Cubas Die nachträglichen Memoiren des Bras Cubas | Erhard Engler Wolfgang Kayser                        | Berlin: Rütten & Loening Frankfurt: Suhrkamp Zürich: Manesse Verlag                                                           |
| 1986                          | română      | Memoriile Postume ale lui Brás Cubas                                                                               | Andrei Ionescu                                       | București: Minerva, București                                                                                                 |
| 1996                          | cehă        | Posmrtné Paměti Bráse Cubase                                                                                       | Sárka Grauová                                        | Praga: Torst |
| s/d                           | norvegiană  | Laat Commentaar van Bras Cubas                                                                                     | A. Mastenbroek jr Bussum                             | G.J. A |
| 2001                          | catalană    | Memòries pòstumes de Brás Cubas                                                                                    | Xavier Pàmies                                        | Barcelona: Quaderns Crema |